# Zbyněk Kiesewetter
Zbyněk Kiesewetter (11. března 1930 - 14. června 2015) byl český a československý politik Komunistické strany Československa, poslanec Sněmovny národů Federálního shromáždění a České národní rady za normalizace.

## Biografie
K roku 1969 se uvádí coby hlavní vojenský prokurátor a náměstek generálního prokurátora. Po roce 1968 se spekulovalo, že právě on mohl být osobou, která varovala generála Jana Šejnu před hrozícím trestním stíháním kvůli ekonomické kriminalitě (patřil do okruhu známých Jana Šejny), v důsledku čehož Šejna emigroval na Západ.
V roce 1978 byl odvolán z funkce náměstka generálního prokurátora. Poté až do roku 1990 působil jako vedoucí katedry práva na Vysoké škole zemědělské v Praze. V roce 1990 si otevřel soukromou advokátní kancelář v Praze, kde působil až do své smrti.
Po provedení federalizace Československa usedl do Sněmovny národů Federálního shromáždění. Mandát nabyl až dodatečně v listopadu 1969. Do federálního parlamentu ho nominovala Česká národní rada, v níž rovněž zasedal od listopadu 1969. Ve FS setrval do konce funkčního období, tedy do voleb roku 1971.